# مقامات العشق (مسلسل)
مقامات العشق مسلسل سوري تاريخي من تاليف محمد البطوش وإخراج أحمد إبراهيم أحمد وإنتاج تلفزيون أبوظبي. عرض في شهر رمضان 2019 لأول مرة على شاشتي «أبو ظبي» و«الإمارات» وقنوات أخرى.

## القصة
يتناول المسلسل سيرة الشيخ «محي الدين ابن عربي» أحد أشهر المتصوفين ويلقب ب «بالشيخ الأكبر» تدور أحداث المسلسل عن قصة الحب الرائعة بين علي ابن عربي وست الحسن (كرونيكا).تم

## الممثلون
- نسرين طافش
- يوسف الخال
- مصطفى الخاني
- لجين إسماعيل
- نتاشا شوفاني
- قمر خلف
- محمد حمادة
- سارة فرح
- محمد حداقي
- نادين الخوري
- عاكف نجم
- نادرة عمران
- جهاد سعد
- مروة الأطرش
- ريم نصر الدين
- وسيم قزق
- ساندي نحاس